# アウトストラーダ A9
アウトストラーダ A9は、全体がロンバルディア州に含まれるイタリアの高速道路である。イタリア高速道路会社により管理されており、ミラノ県とコモ県のスイス国境までを接続する。この道路はライナーテ(ミラノ県)のアウトストラーダ A8との分岐部から始まる。一般的には、A8と一緒にアウトストラーダ・デイ・ラーギと呼ばれている。

## 歴史
この道路の歴史は、アウトストラーダ・デイ・ラーギのページに記載している。

## 経路
この道路はライナーテでアウトストラーダ A8からコモ方面に分岐している。この道路の公式の起点はミラノのヴィアーレ・チェルトーザのジャンクションとされており、そこからライナーテまではA8と経路を共有している。

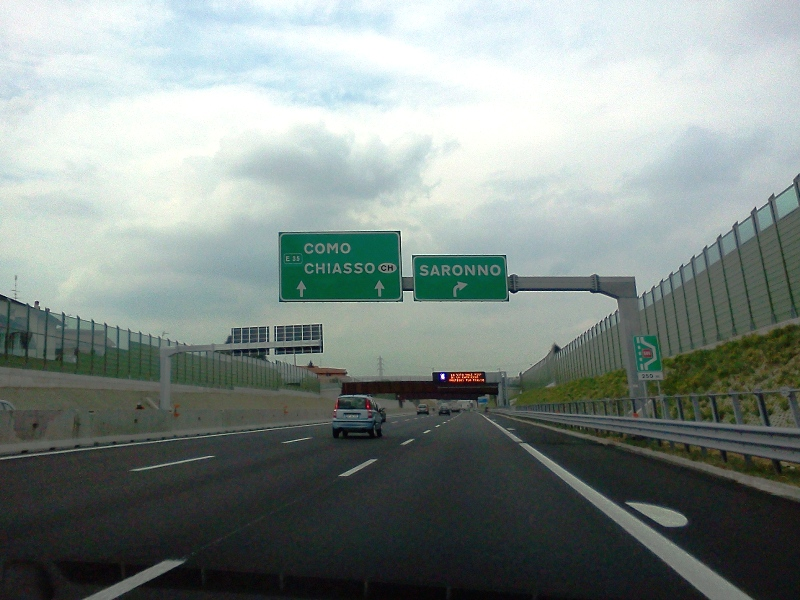
サロンノ出入口近郊のコモ方面

A9は、ブロゲダのスイス税関検問所で終わるが、高速道路としてはスイス側でA2として続いている。41kmポストの少し先に、イタリアの高速道路の終点を示す看板がある。そこは同時にイタリア高速道路会社の管轄の終わりでもある。検問所のイタリア側にはレストランもあり、この部分はアウトストラーダではなくなっている。しかし、この検問所は物理的にはイタリア領内にあり、実際の国境は200m先である。実際の国境線は、スイスが管轄する高架橋を半分わたったところにある。高架橋をスイスが管轄するかわりに、その下の部分の一部はイタリアの管轄になっている。
ミラノからくるとイタリア側の最後の出口は"Lago di Como"である。しかしスイス側にわたるには、そのひとつ前の出口"Como Monte Olimpino"を出て、ベリンツォーナ通りを抜けてキアッソの税関を通るのが早い。逆に、イタリア内で最初のミラノ方面への入口は、ブロゲダの国境線に沿って走っているピエトロ・バラジョーラ通りから入る事ができる"Como Nord"である。
現在のアウトストラーダ・デイ・ラーギは、ミラノ方面への多くの通勤交通を支えておりかなり重要な道路である。さらにこの道路は、イタリアから欧州の国々への商品輸送にも必須な経路である。
運営はイタリア高速道路会社に委託されている。このアウトストラーダでは開放型通行料システムを適用しており、料金所のあるフィーノ・モルナスコの出入り口とグランダーテ本線料金所を通るロマッツォとコモ・チェントロの区間を通る全ての車両が対象である。イタリアとスイスの国境を越えると、1年間有効なスイスの高速道路通行許可証(ヴィニェッタ)を貼付する方式で通行料が徴収される。

### 行程
備考: 逆方向の距離は、理解の為の参考地である。公式距離の起点はアウトストラーダ A8の始点と同一のミラノ・チェルトーザである。
| Lainate - Como - Chiasso Autostrada dei Laghi |                                                             |      |      |      |                |
| 種別                                          | 方面                                                        | ↓km↓ | ↑km↑ | 地域 | 欧州自動車道路 |
|                                               | Milano - Varese                                             | 10.3 | 31.5 | MI   |                |
|                                               | Origgio                                                     | 14.0 | -    | VA   |                |
|                                               | Uboldo                                                      | 15.0 | -    | VA   |                |
|                                               | Saronno                                                     | 15.7 | 26.1 | VA   |                |
|                                               | Turate                                                      | 19.0 | 22.8 | CO   |                |
|                                               | Autostrada Pedemontana Lombarda                             | 22.0 |      | CO   |                |
|                                               | Lomazzo Sud                                                 | 23.7 | -    | CO   |                |
|                                               | Lomazzo Nord                                                | 25.4 | 16.4 | CO   |                |
|                                               | "Lario"サービスエリア                                       | 27.6 | 14.2 | CO   |                |
|                                               | Fino Mornasco ミラノから/ミラノへの料金 €0.80               | 29.8 | 12.0 | CO   |                |
|                                               | Tangenziale di Como (Villa Guardia - Como Est)              | 32.9 |      | CO   |                |
|                                               | コモ・グランダーテ本線料金所 料金 € 2.30                    | 33.0 | 8.8  | CO   |                |
|                                               | Como Centro                                                 | 33.8 | 9.0  | CO   |                |
|                                               | Como Monte Olimpino                                         | 39.4 | -    | CO   |                |
|                                               | Lago di Como / Como Nord                                    | 41.1 | 0.7  | CO   |                |
|                                               | Dogana di Como Brogeda "Brogeda"レストエリア スイスとの国境 | 41.8 | 0.0  | CO   |                |
|                                               | Lugano Chiasso - San Gottardo - San Bernardino              | -    | -    | TI   |                |

## 工事
アウトストラーダA9のライナーテとコモ-グランダーテ本線料金所の間の3車線化拡幅計画が2004年の補遺4に記載された。工事区間は23.2kmにわたっており4.34億ユーロを必要とした。イタリア高速道路会社の工事のパンフレットによると、示されているインフラの工事の全額が請求されている。この数字には、オリッジョ-ウボルドの出入り口、13kmの防音壁、A8ライナーテとミラノ北の間の5車線化、など8件の既に着手されている工事も含まれており、工事の進行は全体の3%にあたる(2008年末のアトランティアの財務諸表による)。工事はパヴィメンタル社に引き渡され、公式に2009年7月27日に始められ2013年3月に完了する計画だった。
3車線化はコモ方面は2012年5月25日に、南向きは同年7月に、それぞれ完了した。
3車線化は公的資金を使わず予定より10ヶ月も早く完成した。